# أمازيغية معيارية مغربية
الأمازيغية المعيارية المغربية (بالأمازيغية: ⵜⴰⵎⴰⵣⵉⵖⵜ ⵜⴰⵏⴰⵡⴰⵢⵜ) هي لغة معيارية للغات الأمازيغية المتحدثة في المغرب، تم تطويرها وفقا للمادة 5 من عام 2011 التي أدخلت على الدستور المغربي وهي لغة رسمية بجانب العربية.
في نوفمبر 2023، تم قبول وإطلاق ويكيبيديا بالأمازيغية المعيارية المغربية كمشروع ويكيبيديا مستقل.

## دسترة اللغة
جاء في الفصل الخامس من الدستور المغربي لعام 2011، أن اللغة العربية تظل اللغة الرسمية للدولة. حيث تعمل الدولة على حمايتها وتطويرها، وتنمية استعمالها. كما تعتبر الأمازيغية أيضا لغة رسمية للدولة، باعتبارها رصيدا مشتركا لجميع المغاربة بدون استثناء.
أصدر الديوان الملكي يوم الأربعاء 3 مايوة 2023، بلاغا يفيد فيه بإقرار رأس السنة الأمازيغية عطلةً رسمية مؤدى عنها في المغرب. وتندرج في إطار التكريس الدستوري للأمازيغية لغةً رسمية للبلاد إلى جانب اللغة العربية. وقد أصدر الملك محمد السادس تعليماته إلى رئيس الحكومة قصد اتخاذ الإجراءات اللازمة من أجل تفعيل هذا القرار الملكي.